# Phalacropsylla allos
Phalacropsylla allos är en loppart som beskrevs av Wagner 1936. Phalacropsylla allos ingår i släktet Phalacropsylla och familjen mullvadsloppor. Inga underarter finns listade i Catalogue of Life.